# Rutilia viridinigra
Rutilia viridinigra là một loài ruồi trong họ Tachinidae.